# Легион „Христо Ботев“
Легион „Христо Ботев“ в Скопие е младежко дружество към Съюза на българските национални легиони по време на българското управление във Вардарска Македония (1941-1944).
Създадено е през ноември-декември 1941 година като част от членовете са младежи, членували в сръбска крайно дясна организация „Збор“.[източник? (Поискан днес)] Начело на организацията е Димитър Гълъбов, книжар от Скопие. Състои се от групи по 4-5 лица, които имат свой водач. Организацията е свързана с ВМРО. Организацията се бори срещу комунистическата съпротива във Вардарска Македония. През септември 1944 година дружеството е разпуснато.